# Cappella di Missione
La cappella di Missione è il monumento artistico più antico di Villafranca Piemonte, notevole soprattutto per gli affreschi del XV secolo che ricoprono interamente l'area presbiteriale.

## La cappella
La cappella è situata fuori dall'abitato di Villafranca, in aperta campagna vicino ad un corso d'acqua alimentato da numerose risorgive. Le origini della cappella sono molto antiche; se ne parla in un documento del 1037 in cui il vescovo di Torino Landolfo donava le quattro chiese di Borgo Soave (l'antico nome di Villafranca) all'abbazia di Cavour. Alla fine del Trecento la cappella è stata ricostruita ex novo ed è stata completamente affrescata a partire dalle prime decadi del XV secolo.

Nei primi anni del Settecento la cappella è stata nuovamente modificata, senza rispettarne i caratteri originari: venne aggiunta la sacrestia, rifatto l'antico tetto ed il campanile, aperta una nuova porta e tamponate le due finestre ai lati dell'altare. Fu inoltre costruito un nuovo altare (che nasconde in parte la vista dell'affresco della Deposizione).

Oggi la chiesa presenta una facciata a capanna ed un piccolo campanile in cotto. Sopra il portale è ancora visibile seppure molto compromessa una Annunciazione, mentre del tutto illeggibili sono, più in alto, le tracce di due figure di santi. Per tali affreschi è stata ipotizzata una data intorno al 1530 ed una attribuzione dubitativa a Jacopino Longo. Sul lato sud della chiesa è parzialmente visibile l'immagine di un grande San Cristoforo.
L'interno della cappella è a navata unica divisa in due campate; la seconda che funge da presbiterio è interamente decorata con affreschi di Aimone Duce, importante esponente del gotico internazionale in Piemonte, e da altri autori ignoti.

## Gli affreschi

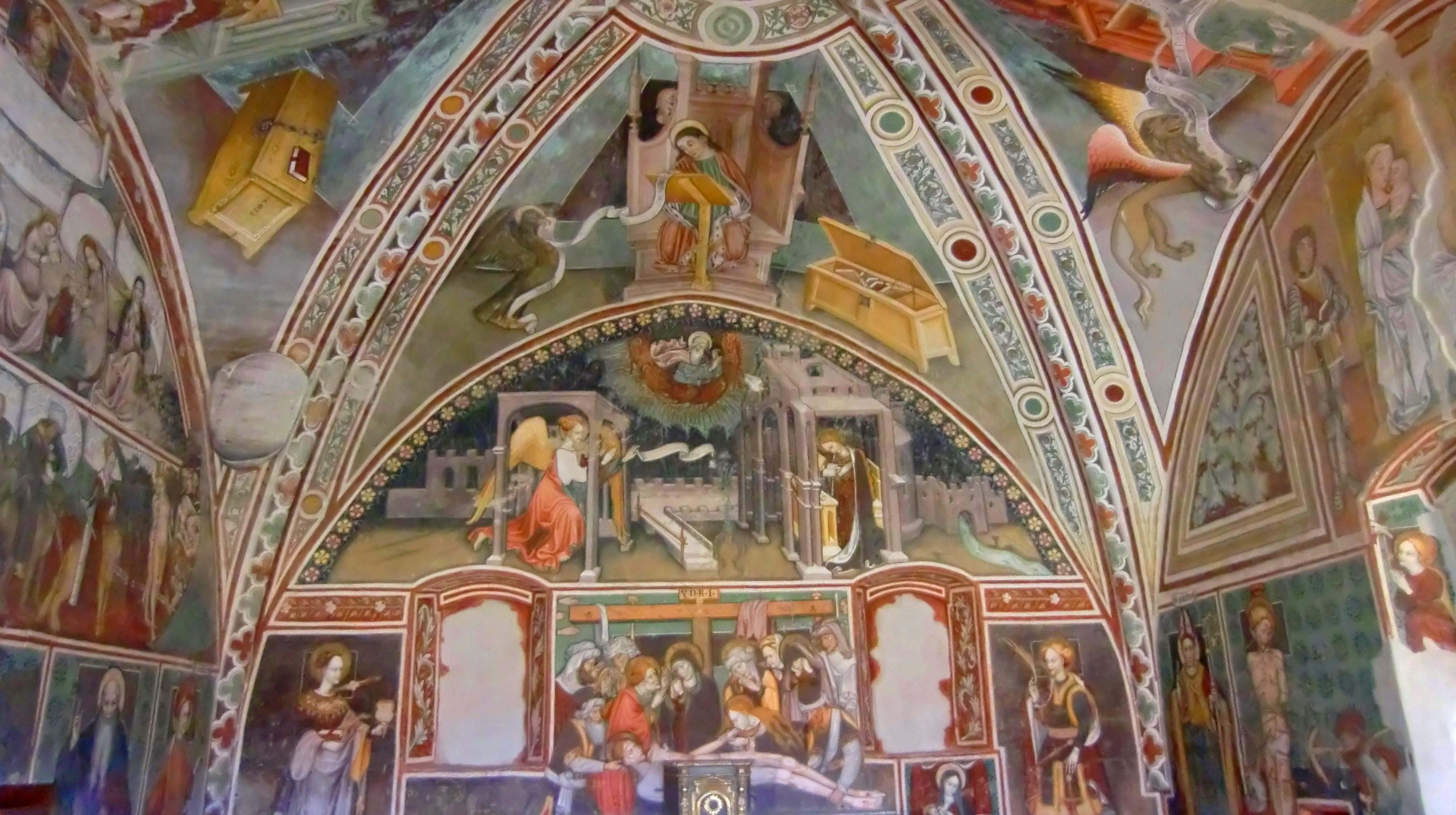
Affreschi del presbiterio.

La cappella presenta al suo interno un pregevole ciclo di affreschi dovuti in grande parte da Aimone Duce, di cui è stata individuata la firma nell'affresco della Annunciazione nella lunetta della parete di fondo. Ad un altro artista sono stati assegnati gli affreschi nelle vele della volta (gli Evangelisti con i loro simboli rappresentati nello studio con accanto una cassa di libri) e della lunetta sulla parete destra (Madonna col Bambino e santi)
Gli affreschi di Aimone Duce - eseguiti in data posteriore ma prossima al 1429 - comprendono sulla parete di fondo oltre alla Annunciazione firmata, una Deposizione di notevole qualità, affiancata da due riquadri con immagini di santi che, come hanno appurato recenti studi, in due casi specifici celano ritratti dei duchi di Savoia Amedeo VIII e di sua moglie Maria di Borgogna (Santa Lucia e san Maurizio) e una Madonna del latte. Sulla parete sinistra, oltre alla raffigurazione nella fascia più in basso di una teoria di santi cari alla devozione popolare (l'Arcangelo Michele, Sant'Andrea, San Bernardo, Sant'Antonio Abate e San Costanzo)), il pittore eseguì un'opera di grande suggestione iconografica: la raffigurazione didascalica delle Virtù teologali e, nel comparto inferiore, quella della Cavalcata dei Vizi capitali con figure allegoriche femminili poste in groppa a singolari animali, tormentate da diavoli e trascinate da una catena verso la bocca dell'inferno. La teoria dei santi eseguita da Aimone nella fascia inferiore degli affreschi continua sulla parete destra (San Claudio vescovo di Besançon, San Sebastiano martirizzato, Santa Caterina di Alessandria, San Valeriano, San Giovanni Battista).

## Galleria d'immagini

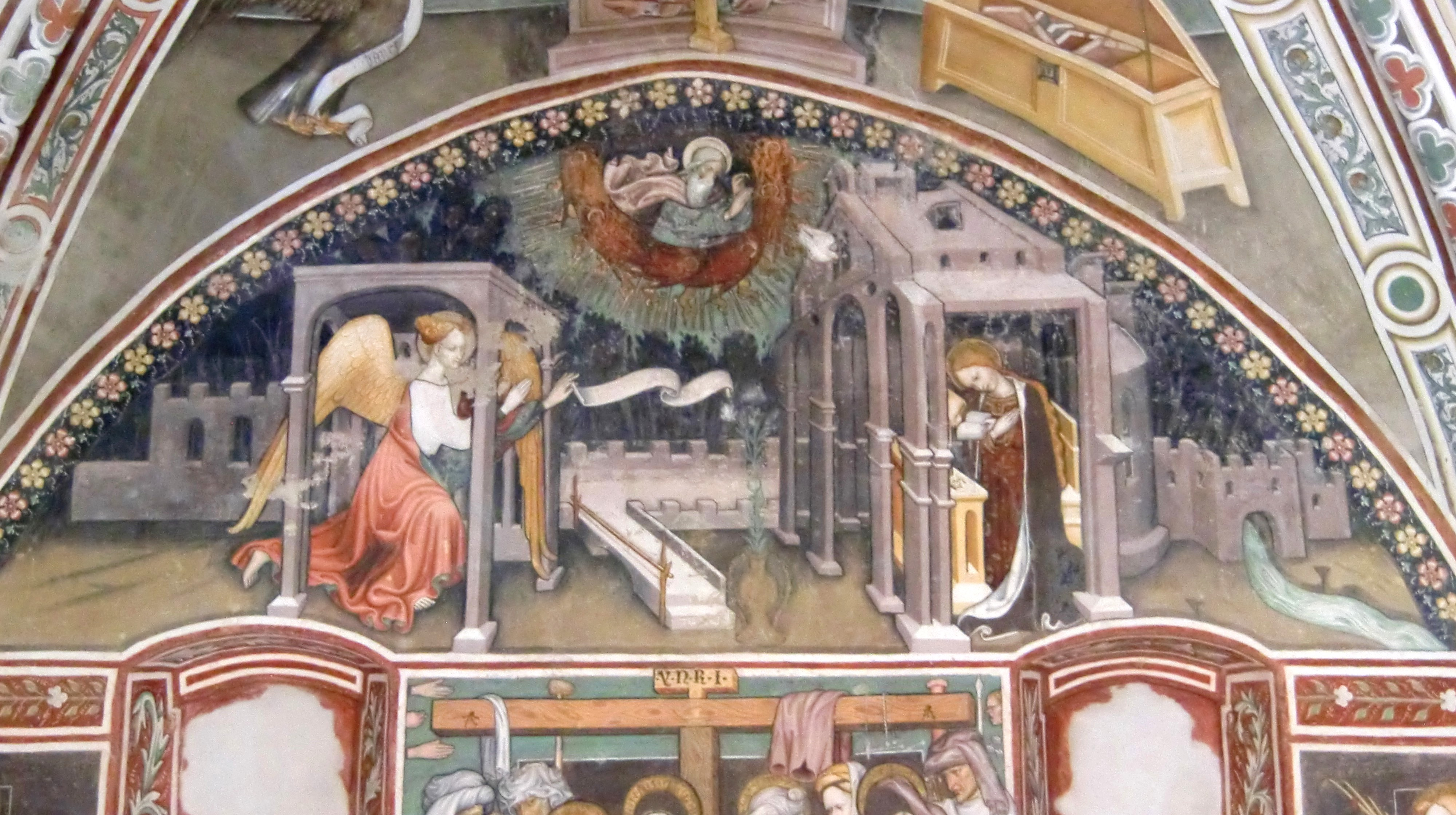
Aimone Duce, Annunciazione,
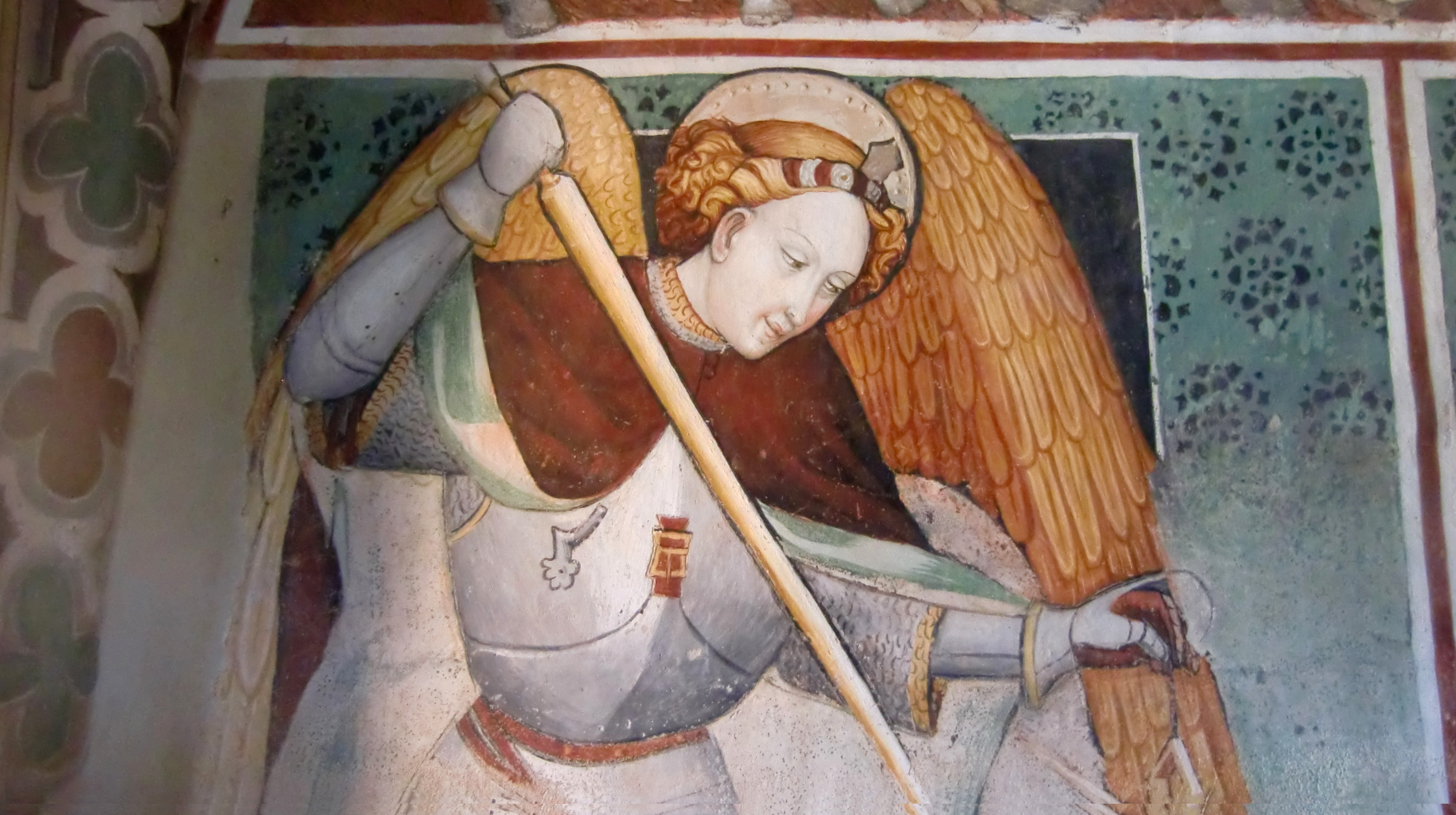
Aimone Duce, San Michele Arcangelo,
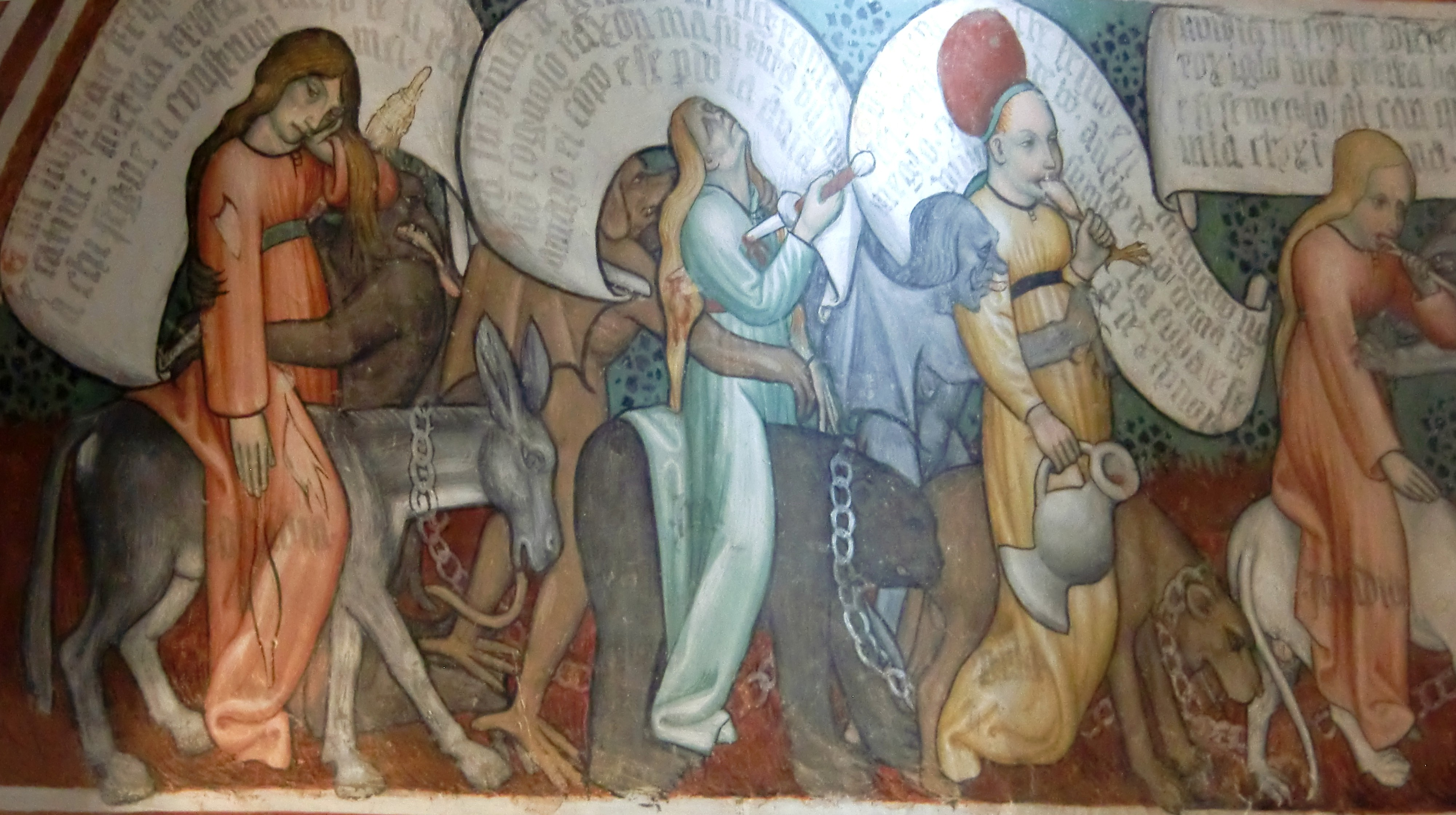
Aimone Duce, Cavalcata dei vizi capitali, particolare
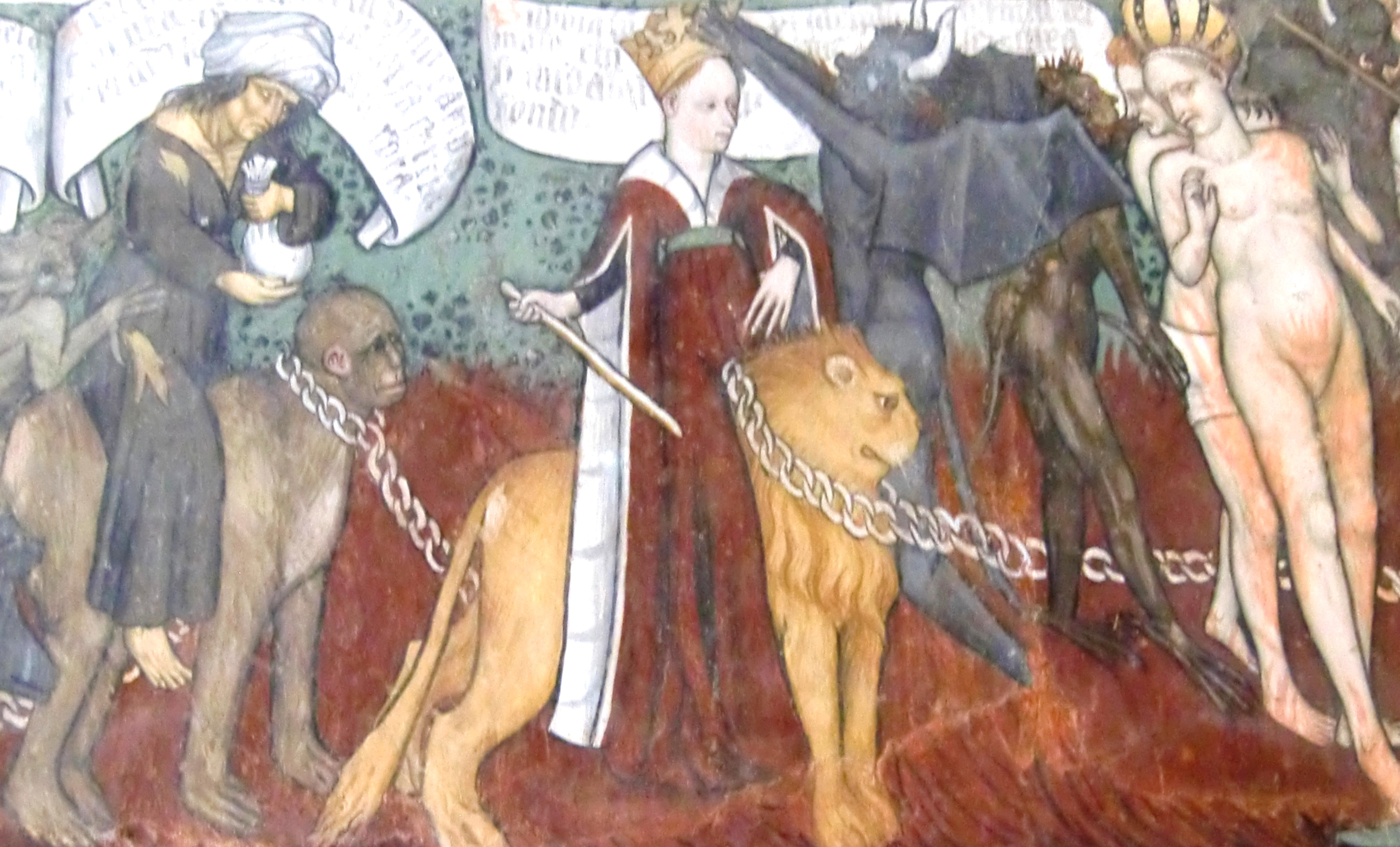
Aimone Duce, Cavalcata dei vizi capitali, particolare
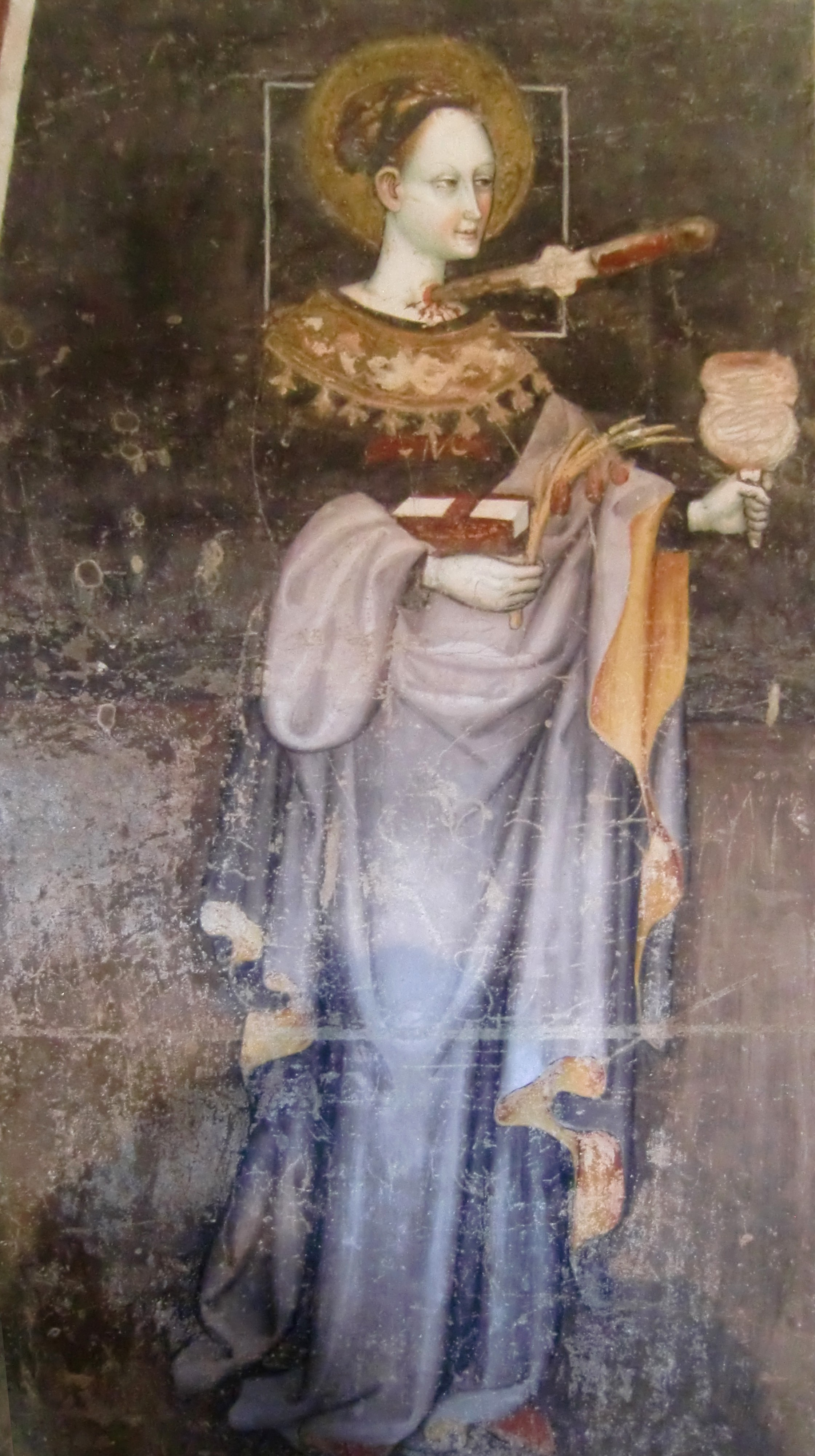
Aimone Duce,  Santa Lucia martire
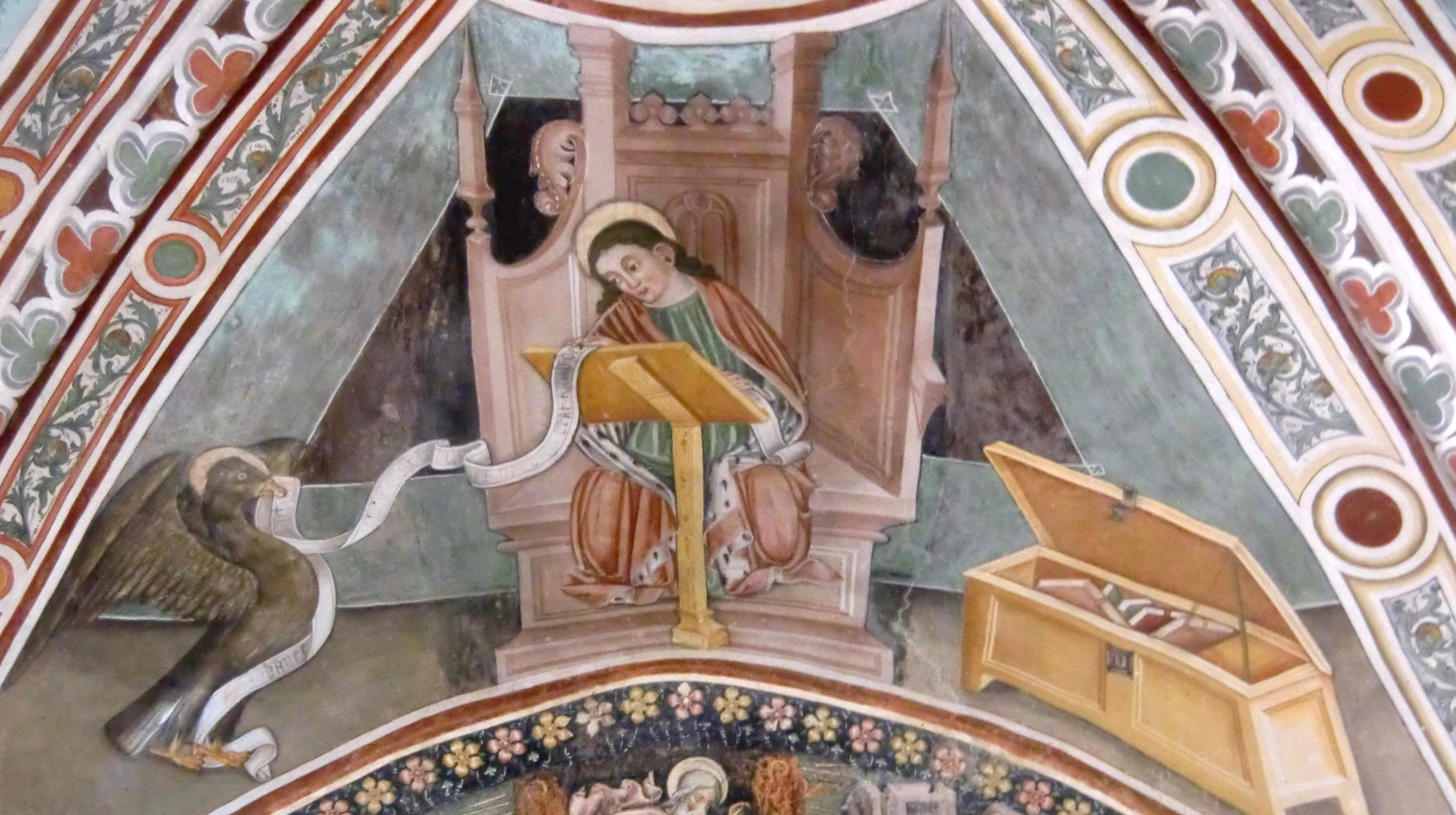
Pittore ignoto del XV sec., San Giovanni evangelista